# 카타마르카투코투코
카타마르카투코투코(Ctenomys knighti)는 투코투코과에 속하는 설치류의 일종이다. 아르헨티나의 토착종이다.